# Tragia hispida
Tragia hispida là một loài thực vật có hoa trong họ Đại kích. Loài này được Willd. miêu tả khoa học đầu tiên năm 1805.